# Pierre-Paul Riquet

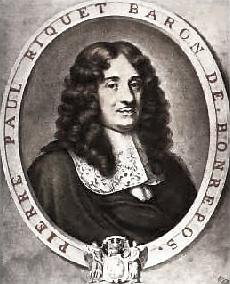
Retrat de Pierre-Paul Riquet

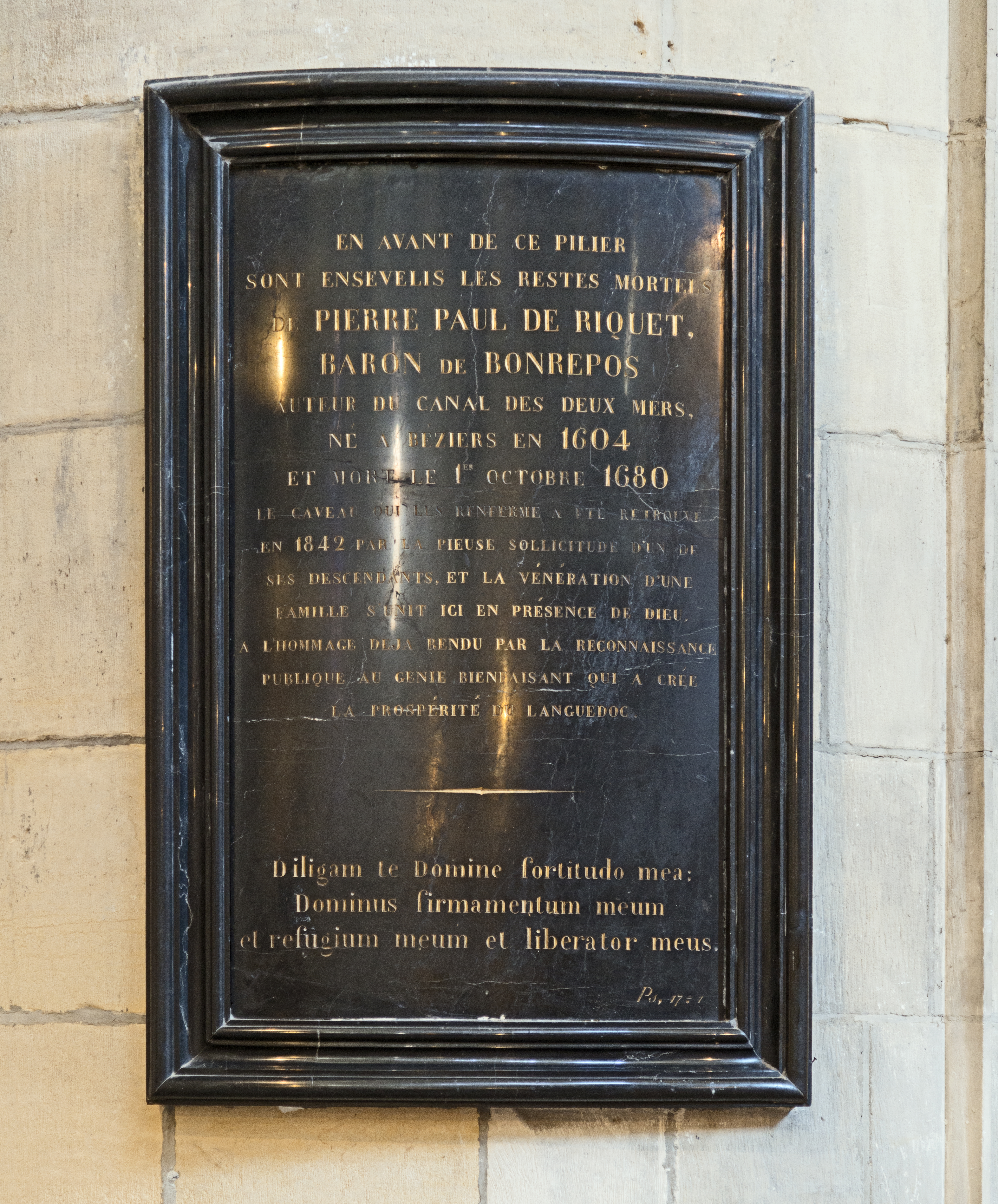
Estela - Catedral de Sant Esteve de Tolosa

Pierre-Paul Riquet (29 de juny de 1609 - 1 d'octubre de 1680), baró de Bonrepos, fou un enginyer francès que va realitzar el Canal del Migdia al sud de França, entre el riu Garona i el mar Mediterrani.

## Biografia
Va néixer a Besiers, segurament el 29 de juny de 1609, en el si d'una família de notables i comerciants. Les fonts sobre la data de naixement deixen el dubte entre 1604, 1608 o 1609. Va portar una carrera pròspera i es va encarregar de l'administració i percepció de les gabelles, un impost sobre la sal. Es va casar amb Catherine de Milhau entre el 1637 i el 1638. El seu pare, Guillaume Riquet, fou un home de negocis que havia acumulat una gran fortuna i que va deixar als fills. El 1651, va comprar el Castell de Bonrepos, al costat de Verfeil al nord-est de Tolosa constituït per un parc de 150 hectàrees i un castell renaixentista.
La llegenda diu que el seu pare s'oposava als inicis del segle xvii a la construcció d'un canal que unís l'Atlàntic i el Mediterrani. Riquet fill va saber resoldre el problema de l'arribada de l'aigua al canal a través dels seus coneixements de la Muntanya Negra. Va marcar un punt mitjà, al damunt del recorregut, on l'aigua es divideix en dos vessants, l'atlàntic i el mediterrani. Aquest punt és el seuil de Naurouze. Es van aplicar les teories d'Adam de Craponne i d'aquesta manera es va poder projectar el canal que pujava 48 m pel damunt de la Garona.
El 16 de novembre de 1662, Riquet va proposar el projecte a Jean-Baptiste Colbert. Uns mesos més tard, el ministre el va nomenar uns comissaris per estudiar la viabilitat del projecte. Després de comprovar les bones possibilitats amb un rec d'assaig exitós entre el llac de Saint-Ferréol i el Seuil de Naurouze, es va encarregar un primer tram d'obres a l'enginyer el 14 d'octubre de 1666. Durant la durada dels treballs i com que Riquet tenia diners a partir dels impostos de la sal, hi va invertir dos milions de lliures pròpies, d'un projecte que pujava a 15 milions. A canvi, va rebre els drets de peatge del canal.
En alguns moments el projecte es va posar en dubte, però Riquet va ser molt tenaç i va desobeir les ordres de Colbert. D'aquesta manera va construir el túnel de Malpas que els enginyers reials no veien amb bons ulls. Per altra banda va instituir els salaris mensuals per als obrers, així com una seguretat social per a ells.
Riquet va morir a Tolosa el dia 1 d'octubre de 1680, al barri dels Puits-Clos, sense que el canal estigués acabat. Encara ara es pot visitar la casa on va morir a la plaça Salengro. Els seus dos fills van acabar l'obra, inaugurada un any més tard. Una estàtua d'ell es pot veure a dalt de les allées Jaurés, al costat del canal i li dona l'esquena. Aquesta escultura la va fer Bernard Griffoul-Dorval al segle xix i fou recol·locada en aquest lloc d'honor amb l'obertura del Metro de Tolosa el 26 de juny de 1993. Una altra estàtua de David d'Angers, inaugurada el 1838 es troba al mig de les allées Paul-Riquet à Besiers.
Està enterrat a la Catedral de Sant Esteve de Tolosa.

## Núpcies i descendència
Es va casar el 1638 amb Catherine de Milhau amb qui van tenir els fills següents:
- Jean-Mathias (1638-1714)
- Pierre Paul (1644-1730)
- Marthe (1648-1736)
- Guillaume (1652-1652)
- Catherine (1652-1719)
- Anne-Marie (1653-1653)
- Anne (1659-1720)